# Joseph Faistenberger

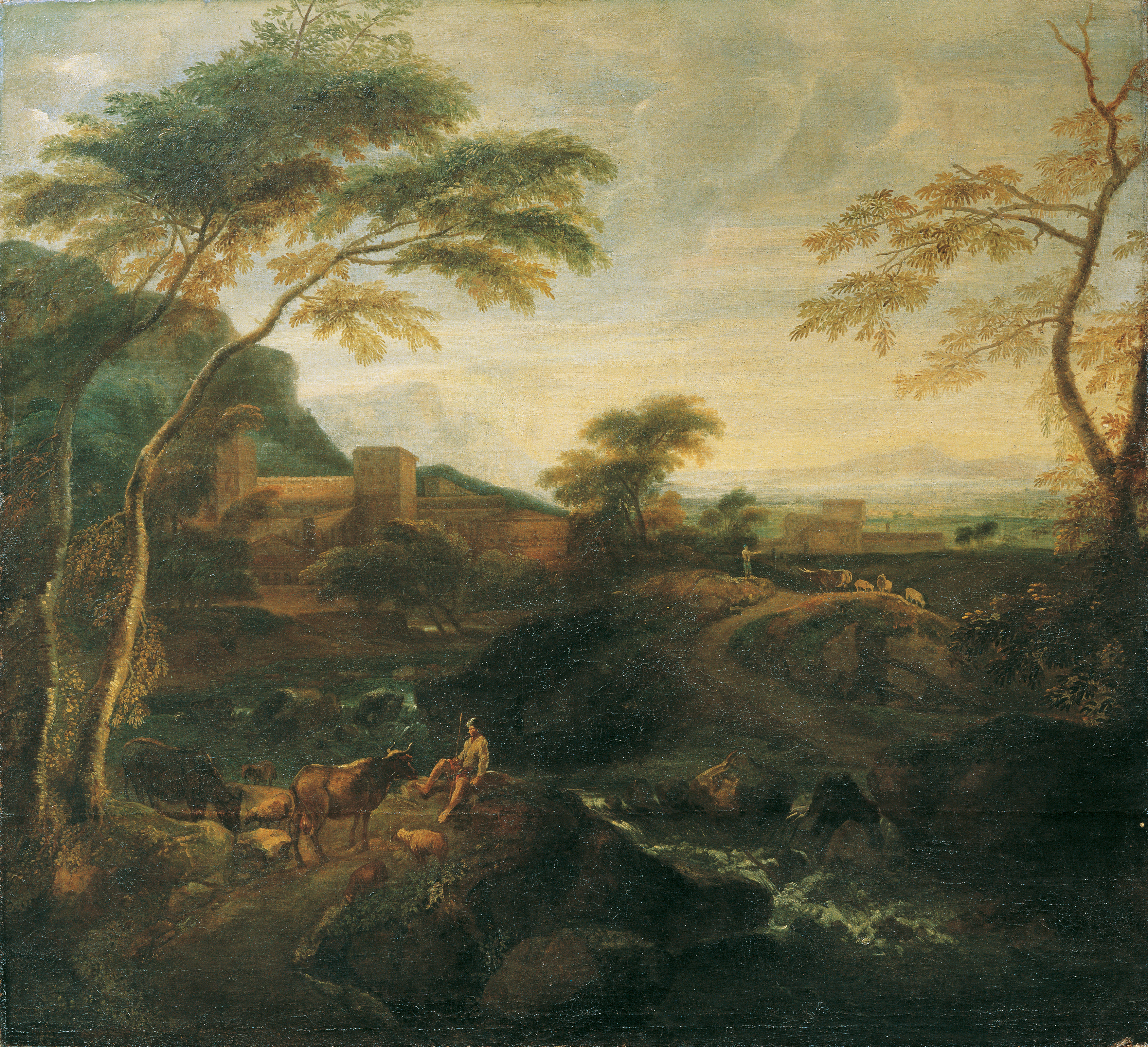
Landschaft mit weidenden Kühen im Kunsthistorischen Museum Wien

Joseph Faistenberger (* 6. April 1675 in Salzburg, Fürstbistum Salzburg, Heiliges Römisches Reich; † 30. August 1724 ebenda) war ein österreichischer Maler.

## Leben
Faistenberger war Sohn von Wilhelm Faistenberger und Bruder von Anton Faistenberger.
Faistenberger wurde von seinem Vater und seinem Bruder ausgebildet. Er wirkte vor allem in Wien und Salzburg. Er arbeitete vor allem mit Johann Michael Rottmayr, Franz Werner und Ferdinand Kien zusammen. Zwischen 1712 und 1714 malte er zusammen mit Ferdinand Kien für das Stift Sankt Florian. Außerdem malte er Landschaftsbilder, vermutlich in der Form von Supraporten, die zwischen 1765 und 1781 im kaiserlichen Schloss in Pressburg hingen.